# Makoszyne
Makoszyne (ukr. Макошине) – osiedle na Ukrainie, w obwodzie czernihowskim, w rejonie koriukowskim, w hromadzie Mena. W 2024 liczyło 1850 mieszkańców.